# Tumidocarcinidae
Tumidocarcinidae is een familie van fossiele krabben uit de superfamilie Carpilioidea en omvat de volgende geslachten: 
- Baricarcinus  † Casadío, De Angeli, Feldmann, Garassino, Hetler, Parras & Schweitzer, 2004
- Cyclocorystes  † Bell, 1858
- Lobonotus  † A. Milne-Edwards, 1863
- Nitotacarcinus  † Schweitzer, Artal, Van Bakel, Jagt & Karasawa, 2007
- Paratumidocarcinus  † Martins-Neto, 2001
- Pulalius  † Schweitzer, Feldmann, Tucker & Berglund, 2000
- Titanocarcinus  † A. Milne-Edwards, 1863
- Tumidocarcinus  † Glaessner, 1960
- Xanthilites  † Bell, 1858